# Filipova lípa
Filipova lípa (někdy též Lípa v Pekle) je památný strom lípy malolisté (Tilia cordata) nacházející se v Pekle, části Raspenavy ve Frýdlantském výběžku na severu Libereckého kraje České republiky. Roste v zahradě jižně od zdejšího domu čp. 404 u silnice číslo III/29014. Západně od ní se rozkládá rybník Petr. Výška stromu dosahuje 29 metrů a obvod kmene 312 centimetrů. K jeho prohlášení za památný strom došlo na základě rozhodnutí městského úřadu v Novém Městě pod Smrkem v září 1993.